# Hans-Momsen-Haus

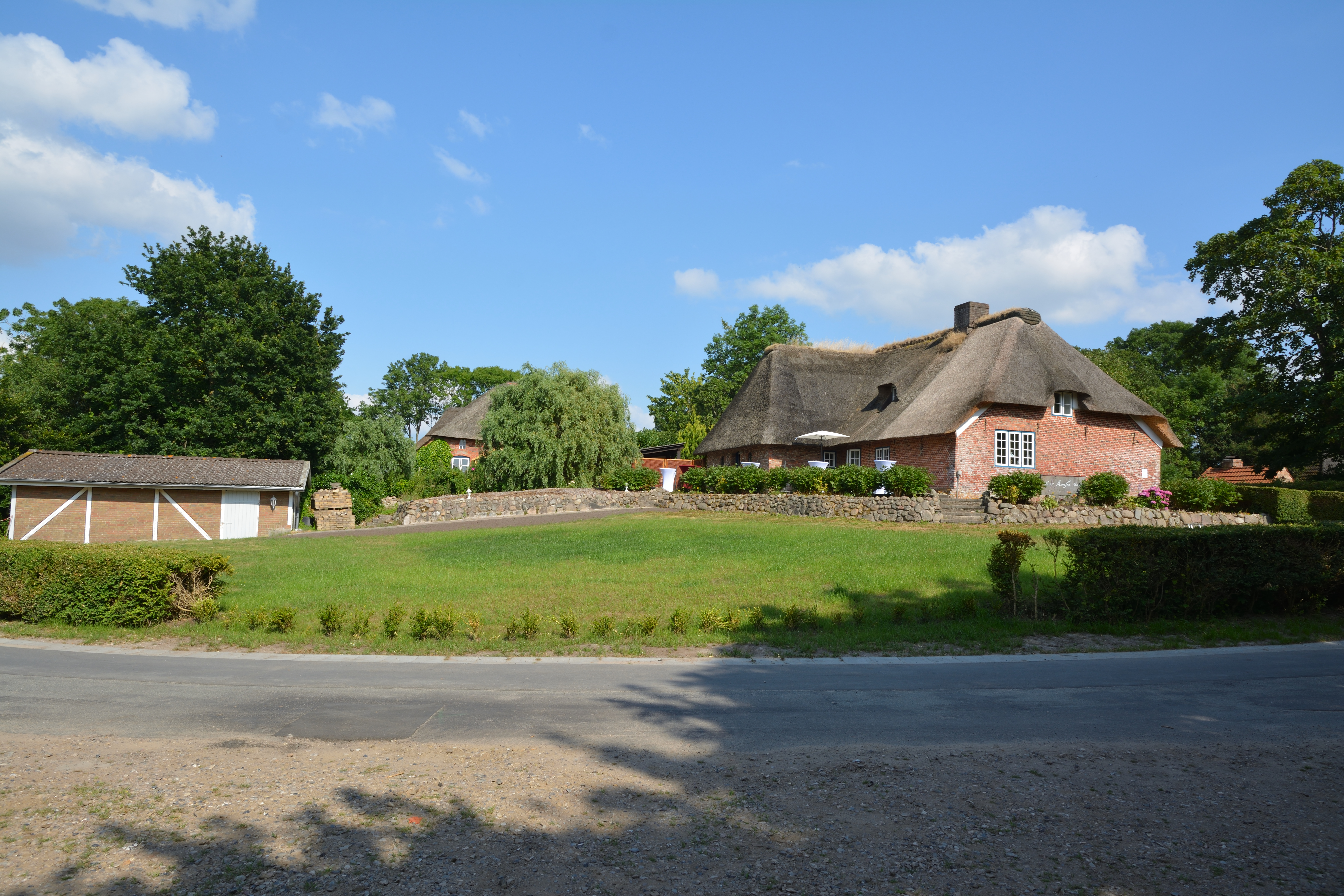
Hans-Momsen-Haus

Das Hans-Momsen-Haus in Fahretoft ist das 1712 erbaute Geburts- und Wohnhaus des nordfriesischen Universalgelehrten Hans Momsen (1735–1811). Das Haus befindet sich auf der Gabrielswarft gegenüber der St.-Laurentius-Kirche und ist eines der Kulturdenkmale der Gemeinde Dagebüll. Das Hallighaus ist heute das älteste Wohnhaus im Ort.